# Mistrzostwa Świata w Piłce Nożnej 2026 (eliminacje strefy AFC)/Grupa H
W Grupie H drugiej rundy eliminacji do Mistrzostw Świata 2026 biorą udział następujące zespoły:
- Zjednoczone Emiraty Arabskie
- Bahrajn
- Jemen (zwycięzca dwumeczu z  Sri Lanką w pierwszej rundzie eliminacji)
- Nepal (zwycięzca dwumeczu z  Laosem w pierwszej rundzie eliminacji)

## Tabela
| Lp. | Drużyna                      | M | Z | R | P | B+ | B– | +/– | Pkt | Kwalifikacja            |     | Zjednoczone Emiraty Arabskie | Bahrajn | Jemen | Nepal |
| --- | ---------------------------- | - | - | - | - | -- | -- | --- | --- | ----------------------- | --- | ---------------------------- | ------- | ----- | ----- |
| 1   | Zjednoczone Emiraty Arabskie | 6 | 5 | 1 | 0 | 16 | 2  | +14 | 16  | Awans do trzeciej rundy |     |                              | 1–1     | 2–1   | 4–0   |
| 2   | Bahrajn                      | 6 | 3 | 2 | 1 | 11 | 3  | +8  | 11  | Awans do trzeciej rundy |     | 0–2                          |         | 0–0   | 3–0   |
| 3   | Jemen                        | 6 | 1 | 2 | 3 | 5  | 9  | −4  | 5   |                         |     | 0–3                          | 0–2     |       | 2–2   |
| 4   | Nepal                        | 6 | 0 | 1 | 5 | 2  | 20 | −18 | 1   |                         | 0–4 | 0–5                          | 0–2     |       |       |

## Wyniki
| 16 listopada 202314:00 CET | Zjednoczone Emiraty Arabskie                    | 4:0(4:0) | Nepal | Malab Al Maktum, Dubaj Widzów: 3 640 Sędzia: Hettikamkanamge Perera |
| 16 listopada 202314:00 CET | Al-Hammadi 11' · Mabkhout 36', 44' · Lima 45+1' | 4:0(4:0) |       | Malab Al Maktum, Dubaj Widzów: 3 640 Sędzia: Hettikamkanamge Perera |

| 16 listopada 202319:00 CET | Jemen                               | 0:2(0:1) | Bahrajn | Stadion Księcia Sultana bin Abdula Aziza, Abha Widzów: 1 291 Sędzia: Kim Hee-gon |
| 16 listopada 202319:00 CET | 38' Marhoon · 48' (sam.) Al-Zubaidi | 0:2(0:1) |         | Stadion Księcia Sultana bin Abdula Aziza, Abha Widzów: 1 291 Sędzia: Kim Hee-gon |

| 21 listopada 202314:15 CET | Nepal                           | 0:2(0:0) | Jemen | Stadion Dasarath Rangasala, Katmandu Widzów: 13 735 Sędzia: Shen Yinhao |
| 21 listopada 202314:15 CET | 72' O. Al-Dahi · 90' M. Al-Dahi | 0:2(0:0) |       | Stadion Dasarath Rangasala, Katmandu Widzów: 13 735 Sędzia: Shen Yinhao |

| 21 listopada 202317:00 CET | Bahrajn                        | 0:2(0:1) | Zjednoczone Emiraty Arabskie | Malab al-Bahrajn al-watani, Ar-Rifa Widzów: 18 267 Sędzia: Mohammed Al-Hoaish |
| 21 listopada 202317:00 CET | 36' Ramadan · 90' (k) Mabkhout | 0:2(0:1) |                              | Malab al-Bahrajn al-watani, Ar-Rifa Widzów: 18 267 Sędzia: Mohammed Al-Hoaish |

| 21 marca 202419:00 CET | Zjednoczone Emiraty Arabskie | 2:1(1:0) | Jemen             | Malab Al Nahajjan, Abu Zabi Widzów: 2 948 Sędzia: Mohanad Qasim Sarray |
| 21 marca 202419:00 CET | Saleh 24' (k) · Adil 72'     | 2:1(1:0) | 69' (sam.) Idrees | Malab Al Nahajjan, Abu Zabi Widzów: 2 948 Sędzia: Mohanad Qasim Sarray |

| 21 marca 202420:00 CET | Nepal                                                                          | 0:5(0:3) | Bahrajn | Bahrain National Stadium, Ar-Rifa Sędzia: Alex King |
| 21 marca 202420:00 CET | 2' Al-Humaidan · 9' Baqer · 45+4' Madan · 87' Al-Khatal · 90+6' (k) Abdullatif | 0:5(0:3) |         | Bahrain National Stadium, Ar-Rifa Sędzia: Alex King |

| 26 marca 2024CET | Bahrajn                                 | 3:0(3:0) | Nepal | Bahrain National Stadium, Ar-Rifa Widzów: 2 475 Sędzia: Ryo Tanimoto |
| 26 marca 2024CET | Baqer 7' · Helal 18' (k) · Al-Aswad 36' | 3:0(3:0) |       | Bahrain National Stadium, Ar-Rifa Widzów: 2 475 Sędzia: Ryo Tanimoto |

| 26 marca 2024CET | Jemen                       | 0:3(0:3) | Zjednoczone Emiraty Arabskie | Prince Saud bin Jalawi Stadium, Al-Chubar Widzów: 1 135 Sędzia: Ilgiz Tantashev |
| 26 marca 2024CET | 14', 22' de Lima · 35' Adil | 0:3(0:3) |                              | Prince Saud bin Jalawi Stadium, Al-Chubar Widzów: 1 135 Sędzia: Ilgiz Tantashev |

| 6 czerwca 202418:00 CEST | Nepal                                         | 0:4(0:2) | Zjednoczone Emiraty Arabskie | Prince Mohamed bin Fahd Stadium, Ad-Dammam Widzów: 2 450 Sędzia: Payam Heydari |
| 6 czerwca 202418:00 CEST | 12', 14' Al-Maazmi · 53' Saleh · 75' Mohammad | 0:4(0:2) |                              | Prince Mohamed bin Fahd Stadium, Ad-Dammam Widzów: 2 450 Sędzia: Payam Heydari |

| 6 czerwca 202419:30 CEST | Bahrajn | 0:0(0:0) | Jemen | Bahrain National Stadium, Ar-Rifa Widzów: 2 632 Sędzia: Nazmi Nasaruddin |
| 6 czerwca 202419:30 CEST |         | 0:0(0:0) |       | Bahrain National Stadium, Ar-Rifa Widzów: 2 632 Sędzia: Nazmi Nasaruddin |

| 11 czerwca 202419:00 CEST | Zjednoczone Emiraty Arabskie | 1:1(1:1) | Bahrajn        | Malab Al Raszid, Dubaj Sędzia: Ma Ning |
| 11 czerwca 202419:00 CEST | Adil 10'                     | 1:1(1:1) | 4' Abduljabbar | Malab Al Raszid, Dubaj Sędzia: Ma Ning |

| 11 czerwca 202420:00 CEST | Jemen                                 | 2:2(1:1) | Nepal                 | Prince Mohamed bin Fahd Stadium, Ad-Dammam Sędzia: Ahmad Ibrahim |
| 11 czerwca 202420:00 CEST | Al-Gahwashi 9' (k) · M. Al-Dahi 90+1' | 2:2(1:1) | 22' Bista · 66' Karki | Prince Mohamed bin Fahd Stadium, Ad-Dammam Sędzia: Ahmad Ibrahim |

## Strzelcy

### 3 gole
- Sultan Adil
- Fábio Virginio de Lima
- Ali Mabkhout

### 2 gole
- Sayed Baqer
- Mohammed Al-Dahi
- Harib Al-Maazmi
- Ali Saleh

### 1 gol
- Mahdi Abduljabbar
- Ismail Abdullatif
- Kamil Al-Aswad
- Mahdi Al-Humaidan
- Ibrahim Al-Khatal
- Abdulla Yusuf Helal
- Ali Madan
- Mohamed Marhoon
- Omar Al-Dahi
- Nasser Al-Gahwashi
- Sanjeeb Bista
- Gillespye Jung Karki
- Khalifa Al-Hammadi
- Hazem Mohammad
- Abdullah Ramadan

### Gole samobójcze
- Harwan Al-Zubaidi (dla  Bahrajnu)
- Abdulla Idrees (dla  Jemenu)